# Ordre de la Reine Marie-Louise
L’ordre royal des dames nobles de la Reine Marie-Louise (en espagnol, la Real Orden de Damas Nobles de la Reina María Luisa) est un ordre militaire espagnol fondé en tant qu’ordre de chevalerie le 21 avril 1792 par un décret royal de Charles IV. Créé à la demande de son épouse Marie-Louise de Parme, l’ordre est un moyen de  récompenser les femmes nobles qui se sont distinguées par leurs services rendus à l’État ou au souverain espagnol. Strictement réservé aux femmes, l’ordre se trouve dans les faits éteint après la renonciation du comte de Barcelone le 14 mai 1977.

## Histoire
Dans sa conception originelle, l’ordre était une institution de récompense exclusivement féminine, conduite par la reine et composée d’une trentaine de groupes réservés à la première noblesse espagnole. Le premier secrétaire de l’ordre était don Miguel de Bañuelos y Fuentes, chevalier retraité de l’ordre de Charles III et intendant général de l’armée.

## Patronages
L’ordre est placé sous les patronages de saint Ferdinand (en espagnol, San Fernando), roi de Castille et Léon, et de Saint Louis (en espagnol, San Luis), roi de France ; leurs fêtes, célébrées respectivement le 30 mai et le 25 août, sont l’occasion pour la reine d’Espagne de recevoir protocolairement les dames de l’ordre en chapitre. En outre, il leur est recommandé, dans les statuts de l’ordre, une dévotion particulière à leurs saints patrons, et de se rendre au moins mensuellement dans un établissement de bienfaisance, parfois à l’hôpital royal des Enfants-Trouvés de Madrid ou dans d’autres hôpitaux réservés aux femmes, comme celui de la Passion.

## Liste des membres
Les membres actuels de l’ordre sont :
- l’infante Margarita, duchesse de Soria et d’Hernani ;
- la reine Sophie, reine émérite d’Espagne (née princesse de Grèce et de Danemark) ;
- la reine Letizia, actuelle reine d’Espagne.